# Lysebotn
59°3′18.122″N 6°38′49.459″Ø / 59.05503389°N 6.64707194°Ø
Lysebotn (eller Lyse) er et sted som ligger i bunden af Lysefjorden i Forsand kommune, Ryfylke i Rogaland. Det er et turistmål med over 100 000 tilrejsende om året. Lysebotn er startsted for mange BASE-springere som springer fra Kjerag ovenfor.
Om sommeren går færge (turistfærge med guide) fra bl.a. Lauvvik og Forsand i den ydre del af Lysefjorden. Der er hurtigbåd ind i Lysefjorden hele året (ikke lørdag). Lyseveien op over til Hunnedalen er kun sommeråben. 
Lyseveien, fylkesvei 500, til Sirdal går gennem 27 hårnålessving op af den ene fjeldside og er 29 km lang. Vejen blev åbnet i 1984 og har sit højeste punkt 932 moh. På toppen af svingene ligger Øygardstølen hvor der er parkeringsplads, servicebygning for ture til Kjerag og servering af mad.
Lyse kapel ligger i Lysebotn og blev bygget i 1961. Tidligere havde Lysebotn egen skole. Lysebotn har i dag egen campingplads, Bed & breakfast og turisthytte, guidede kajakture og andre aktivitetstilbud om sommeren.

## Eksterne kilder og henvisninger
- Wikimedia Commons har flere filer relateret til Lysebotn
- lysefjordeninfo.no